# Municipio de Stephenson
El municipio de Stephenson (en inglés: Stephenson Township) es un municipio ubicado en el condado de Menominee en el estado estadounidense de Míchigan. En el año 2010 tenía una población de 670 habitantes y una densidad poblacional de 6,28 personas por km².

## Geografía
El municipio de Stephenson se encuentra ubicado en las coordenadas 45°24′58″N 87°32′14″O / 45.41611, -87.53722. Según la Oficina del Censo de los Estados Unidos, el municipio tiene una superficie total de 106.68 km², de la cual 105,47 km² corresponden a tierra firme y (1,13 %) 1,21 km² es agua.

## Demografía
Según el censo de 2010, había 670 personas residiendo en el municipio de Stephenson. La densidad de población era de 6,28 hab./km². De los 670 habitantes, el municipio de Stephenson estaba compuesto por el 97,91 % blancos, el 0,45 % eran amerindios, el 0,15 % eran asiáticos y el 1,49 % eran de una mezcla de razas. Del total de la población el 0,75 % eran hispanos o latinos de cualquier raza.